# Алленби, Дадли, 2-й виконт Алленби
Подполковник Дадли Джаффрей Хинман Алленби, 2-й виконт Алленби (англ. Dudley Jaffray Hynman Allenby, 2nd Viscount Allenby; 8 января 1903 — 17 июля 1984) — британский пэр и офицер.

## Происхождение и образование
Алленби родился на Мальте 8 января 1903 года. Старший сын капитана Фредерика Клода Хайнмана Алленби (1864—1934) и Эдит Мейбл (урожденной Джаффрей) Алленби (? — 1956). Его отец был офицером Королевского флота . Он учился в Итонском колледже и Королевском военном колледже в Сандхерсте.
14 мая 1936 года после смерти своего дяди, Эдмунда Генри Хинмана Алленби, 1-го виконта Алленби (1861—1936), не оставившего после себя мужских потомков, Дадли Алленби унаследовал титул 2-го виконта Алленби из Мегиддо и Феликстоу, графство Саффолк, став членом Палаты лордов Великобритании.

## Карьера
Дадли Алленби поступил на службу в 11-й гусарский полк в 1923 году, служил в Индии в 1923—1926 годах, после чего служил адъютантом в 11-м гусарском полку в 1926—1930 годах. Он был инструктором в Королевском военном колледже в Сандхерсте с 1930 по 1934 год. Он получил звание капитана в 1936 году, служил в Египте в 1934—1937 годах. Он служил адъютантом в Школе боевых машин армии в 1937-40 годах; он стал майором в 1938 году. Он был вторым командиром Королевского Глостерширского гусарского полка в 1940—1942 годах и подполковником 2-го Дербиширского йоменского полка с 1942 года. Он вышел в отставку в 1946 году.

## Семья
Лорд Алленби был дважды женат. 10 июля 1930 года он женился в первый раз на Гертруде Мэри Летбридж Чампни (1905—1988), дочери Эдварда Джеффри Стэнли Чампни. У супругов был один сын:
- Майкл Алленби, 3-й виконт Алленби (20 апреля 1931 — 3 октября 2014)

Пара развелась в 1949 году. 13 апреля 1949 года виконт Алленби женился во второй раз на Дэйзи Хэнкокс (? — 1985), дочери Чарльза Фрэнсиса Хэнкокса.